# Tiffany Haddish

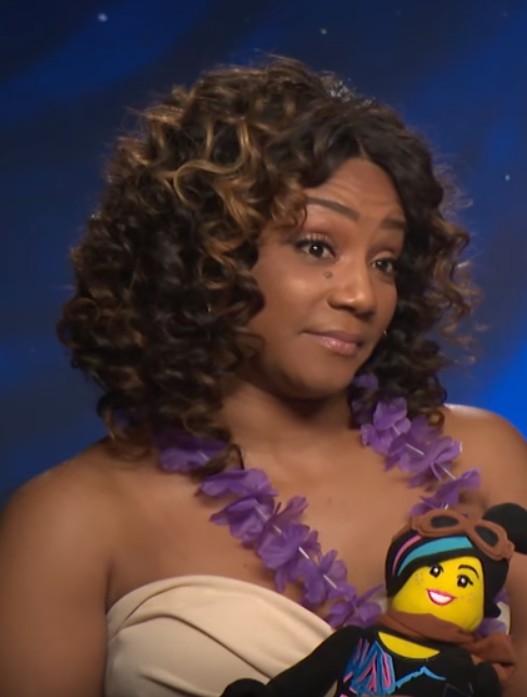
Tiffany Haddish 2019

Tiffany Sara Cornilia Haddish (geboren am 3. Dezember 1979 in Los Angeles, Kalifornien) ist eine US-amerikanische Schauspielerin und Komikerin.

## Leben

### Jugend
Haddish wurde in Los Angeles, Kalifornien, geboren. Sie stammt aus einer eritreischen jüdischen Familie. Ihr Vater kam aus Eritrea als Flüchtling in die Vereinigten Staaten. Ihre Mutter ist gebürtige Amerikanerin. Haddishs Vater verließ wenig später die Familie und ihre Mutter heiratete erneut. Haddish hat zwei Halbschwestern und zwei Halbbrüder.
Im Jahr 1988 manipulierte Haddishs Stiefvater die Bremsen am Auto ihrer Mutter, was zu einem Unfall führte, bei dem Haddishs Mutter einen schweren Hirnschaden erlitt. Der Hirnschaden löste bei ihrer Mutter Schizophrenie aus. Haddish, damals neun Jahre alt und das älteste der fünf Geschwister, wurde die primäre Bezugsperson für ihre Familie. Im Alter von 12 Jahren wurden Haddish und ihre Geschwister in Pflegefamilien aufgenommen und vorübergehend voneinander getrennt. Als sie 15 Jahre alt war, wurden sie und ihre Geschwister unter der Obhut ihrer Großmutter wieder vereint. Währenddessen nutzte sie die Comedy, um mit der Situation und ihrem neuen Leben fertig zu werden.
Haddish besuchte die George Ellery Hale Middle School in Woodland Hills und machte ihren Abschluss an der El Camino Real High School.

### Judentum
Tiffany Haddish fand erst als Erwachsene einen Zugang zu ihren jüdischen Wurzeln. 2019 feierte sie ihre Bat Mizwa zu ihrem 40. Geburtstag mit Gästen wie Billy Crystal, Chelsea Handler und Sarah Silverman. Am selben Tag erschien ihr Netflix-Special «Black Mitzvah». Seither verbringt sie «mindestens 30 Minuten täglich mit Lesen und Lernen», wie Haddish in einem Interview mit «Time» sagte. «Ich habe Schabbat-Essen am Freitag. Ich verbringe Zeit mit meinem Rabbiner. Ich stelle immer Fragen.» Haddish begann im Alter von 27 Jahren, sich für ihre jüdische Identität zu interessieren, als sie zum ersten Mal ihren eritreisch-jüdischen Vater traf, wie sie der Website «Alma» berichtete. «Lange Zeit wusste ich gar nicht, dass schwarze Juden existierten. Ich wusste lange Zeit nichts über das Judentum.» Die fehlende Verbindung zum Judentum als Jugendliche bedauert sie: «Es war eine turbulente Zeit in meinem Leben. Ich wurde herumgeschoben. Jedenfalls wünschte ich, ich hätte einen Rabbiner gehabt, mit dem ich damals hätte sprechen können.»

### Karriere und Durchbruch
Haddish spielte in vielen Filmen und Serien Nebenrollen. So spielte sie im Film Keanu eine kleine Nebenrolle an der Seite von Jordan Peele und Keegan-Michael Key. Im Jahr 2017 erlebte sie ihren Durchbruch mit dem Film Girls Trip, in dem sie die Rolle der Dina verkörperte. Für ihre Leistung wurde Haddish mit vielen Preisen ausgezeichnet, darunter dem Black Reel Award als beste Nebendarstellerin. Im selben Jahr trat sie als Host in Saturday Night Live auf und wurde für ihre Performance mit dem Emmy-Award ausgezeichnet. Im Jahr darauf spielte sie zusammen mit Kevin Hart die Hauptrolle im Film Night School. 2017 veröffentlichte sie auch ihre Memoiren unter dem Titel The Last Black Unicorn.
Seit 2018 spielt sie in der von Jorden Peele geschaffenen Serie The Last O.G. eine Hauptrolle. Haddish spricht zudem seit 2019 in der Netflix-Animationsserie Tuca & Bertie die Figur Tuca. Bei der Serie fungiert sie auch als ausführende Produzentin.
Ihre deutsche Synchronstimme wird oftmals von Peggy Sander gesprochen.

## Filmografie (Auswahl)
- 2005: The Urban Demographic
- 2005: Raven blickt durch (That’s So Raven; Fernsehserie, eine Folge)
- 2006: My Name Is Earl (Fernsehserie, eine Folge)
- 2006: It’s Always Sunny in Philadelphia (Fernsehserie, eine Folge)
- 2008: Meine Frau, die Spartaner und ich (Meet the Spartans)
- 2009: Janky Promoters
- 2011: Driving by Braille
- 2012: What My Husband Doesn't Know
- 2013: Christmas Wedding
- 2014: 4Play
- 2014: Patterns of Attraction
- 2014: Wishes
- 2014: School Dance
- 2015: All Between Us
- 2016: Keanu
- 2017: Mad Families
- 2017: Girls Trip
- 2017: Boosters
- 2018: The Oath
- 2018: Night School
- 2018: Nobody’s Fool
- 2018–2021: The Last O.G. (Fernsehserie, 24 Folgen)
- 2019: Bob’s Burgers (Fernsehserie, eine Folge, Stimme)
- 2019: The LEGO Movie 2 (The LEGO Movie 2: The Second Part, Stimme)
- 2019–2022: Tuca & Bertie (Fernsehserie, 30 Folgen, Stimme)
- 2019: Pets 2 (The Secret Life of Pets 2, Stimme)
- 2019: The Kitchen – Queens of Crime (The Kitchen)
- 2019: Angry Birds 2 – Der Film (The Angry Birds Movie 2, Stimme)
- 2020: Lady Business (Like a Boss)
- 2020: Self Made: Das Leben von Madam C.J. Walker (Fernsehserie, 4 Folgen)
- 2020: Phineas und Ferb: Candace gegen das Universum (Phineas and Ferb: Candace Against the Universe, Stimme)
- 2020–2023: The Freak Brothers (Fernsehserie, 18 Folgen, Stimme)
- 2020–2024: Solar Opposites (Fernsehserie, 21 Folgen, Stimme)
- 2021: Bad Trip
- 2021: Here Today
- 2021: On the Count of Three
- 2021: The Card Counter
- 2022: Massive Talent (The Unbearable Weight of Massive Talent)
- 2022: Easter Sunday
- 2022–2023: The Afterparty (Fernsehserie, 18 Folgen)
- 2023: Landscape with Invisible Hand
- 2023: Geistervilla (Haunted Mansion)
- 2023: Back on the Strip
- 2024: Bad Boys: Ride or Die